# Educație

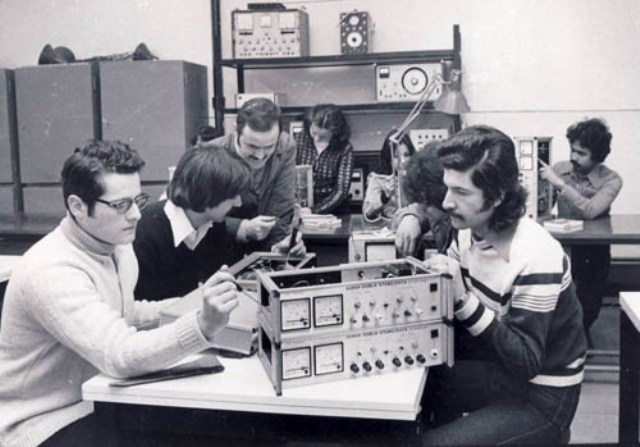
Studenți în anul III la Politehnică, Facultatea de Electronică, în laborator. (1979)

Educația este o activitate socială cu obiectivul de a pregăti oamenii ca element activ al vieții sociale. Cuvântul educație  derivă din substantivul latin „educatio”, care înseamnă creștere, hrănire, cultivare.
Educația este reprezentată de un ansamblu de măsuri aplicate în mod sistematic în vederea formării omului, a dezvoltării însușirilor sale intelectuale, morale și fizice în conformitate cu un anumit scop; rezultatul acestor măsuri pedagogice trebuie să fie comportarea civilizată în societate.

## Definiții ale educației

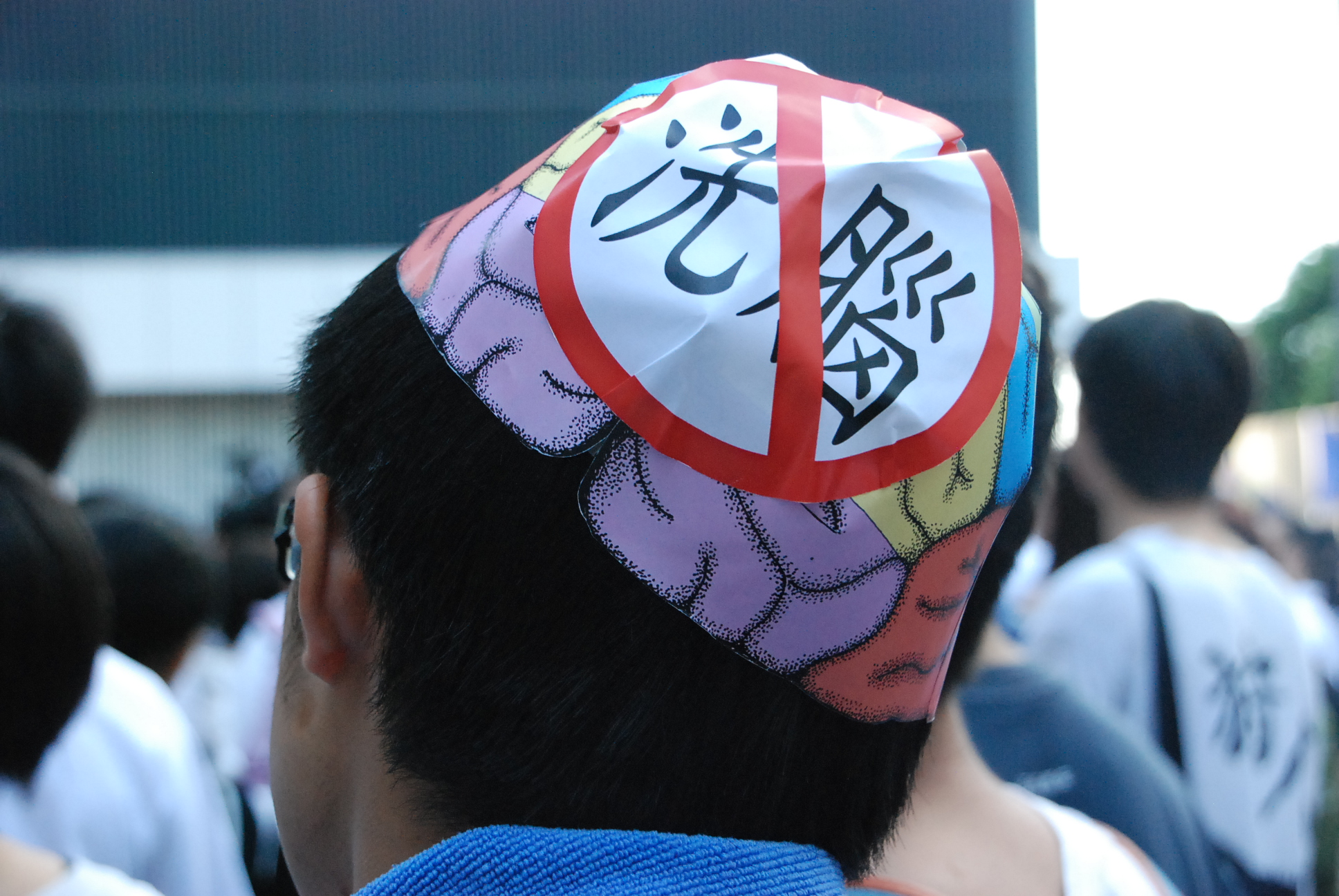
Îndoctrinarea în clasă, încorporarea conținutului politic în materialul de studiu sau profesorii care abuzează de rolul lor de a-și îndoctrina elevii merg împotriva obiectivelor educației care caută libertatea de gândire și gândirea critică.

Educația este un tip particular de acțiune umană, o intervenție sau direcționare, o categorie fundamentală a pedagogiei și andragogiei.
Platon definea educația ca fiind „arta de a forma bunele deprinderi sau de a dezvolta aptitudinile native pentru virtute ale acelora care dispun de ele.”
Aristotel, în lucrarea sa Politica, considera că „educația trebuie să fie un obiect al supravegherii publice, iar nu particulare”.
Comenius, în lucrarea sa Didactica magna⁠(d), considera că la naștere, natura înzestrează copilul numai cu „semințele științei, ale moralității și religiozității”, ele devin un bun al fiecărui om numai prin educație. Rezultă că în concepția sa, educația este o activitate de stimulare a acestor „semințe”, și implicit, de conducere a procesului de umanizare, omul ”nu poate deveni om decât dacă este educat”.
Pentru pedagogul englez din secolul al XVII-lea, John Locke, educația se prezintă sub forma unei relații interpersonale de supraveghere și intervenție ce se stabilește între „preceptor” (educator) și copil (viitorul „gentleman”).
Filosoful german Immanuel Kant aprecia că educația contribuie la valorificarea naturii umane în folosul societății: „este plăcut să ne gândim că natura omenească va fi mai bine dezvoltată prin educație și că se poate ajunge a i se da o formă care să-i convină cu deosebire. Aceasta ne descoperă perspectiva fericirii viitoare a neamului omenesc”.
Educația este în același timp intervenție și neintervenție : „Educația negativă presupune înlăturarea oricărui obstacol din calea dezvoltării firești, totul trebuind lăsat să se producă de la sine fără nici o intervenție”.
Pedagogul german Johann Frederich Herbart propunea trei subdiviziuni ale educației: guvernarea, învățământul (realizarea unor obiective specifice) și educația etică.
Sociologul francez Émile Durkheim considera că educația este o acțiune „exercitată de generațiile adulte asupra celor ce nu sunt coapte pentru viața socială.”; are ca obiect să provoace și să dezvolte în copil un număr oarecare de stări fizice, intelectuale și etice. Durkheim afirma că „educația constă într-o socializare metodică a tinerei generații”.
Pedagogul român Constantin Narly considera educația „un fapt social și individual în același timp”. 
Florin Georgescu considera că „educația este prima activitate creatoare neproducătoare de bunuri de consum, cunoscută de istorie” (Florin Georgescu 1970).
Societatea zilelor noastre solicită, mai mult ca oricând, inteligența și capacitatea creatoare a omului. „Întregul climat al viitorului, afirmă Bogdan Suchodolski, va situa capacitățile intelectuale în condițiile deplinei afirmări și va da un larg avans dorinței de cunoaștere.
Prin educație se dorește dezvoltarea conștientă a potențialului biopsihic al omului și formarea unui tip de personalitate solicitat de condițiile prezente și de perspectiva societății.
Educația are următoarele caracteristici: pune accent pe oameni, urmărește dezvoltarea unor calități umane și explorarea orizonturilor, este orientată predominant spre pregătirea pentru viață, are în vedere, cu precădere, întrebări asupra existenței, vizează cu precădere dezvoltarea unei stări sau a unei structuri atinse, finalitatea în educație îmbină viziunea pe termen scurt cu cea pe termen lung. Activitatea educațională este dinamică și flexibilă în același timp, iar educația stimulează idealul ființei umane exprimat prin „a fi și a deveni”.

## Caracterul istoric al educației

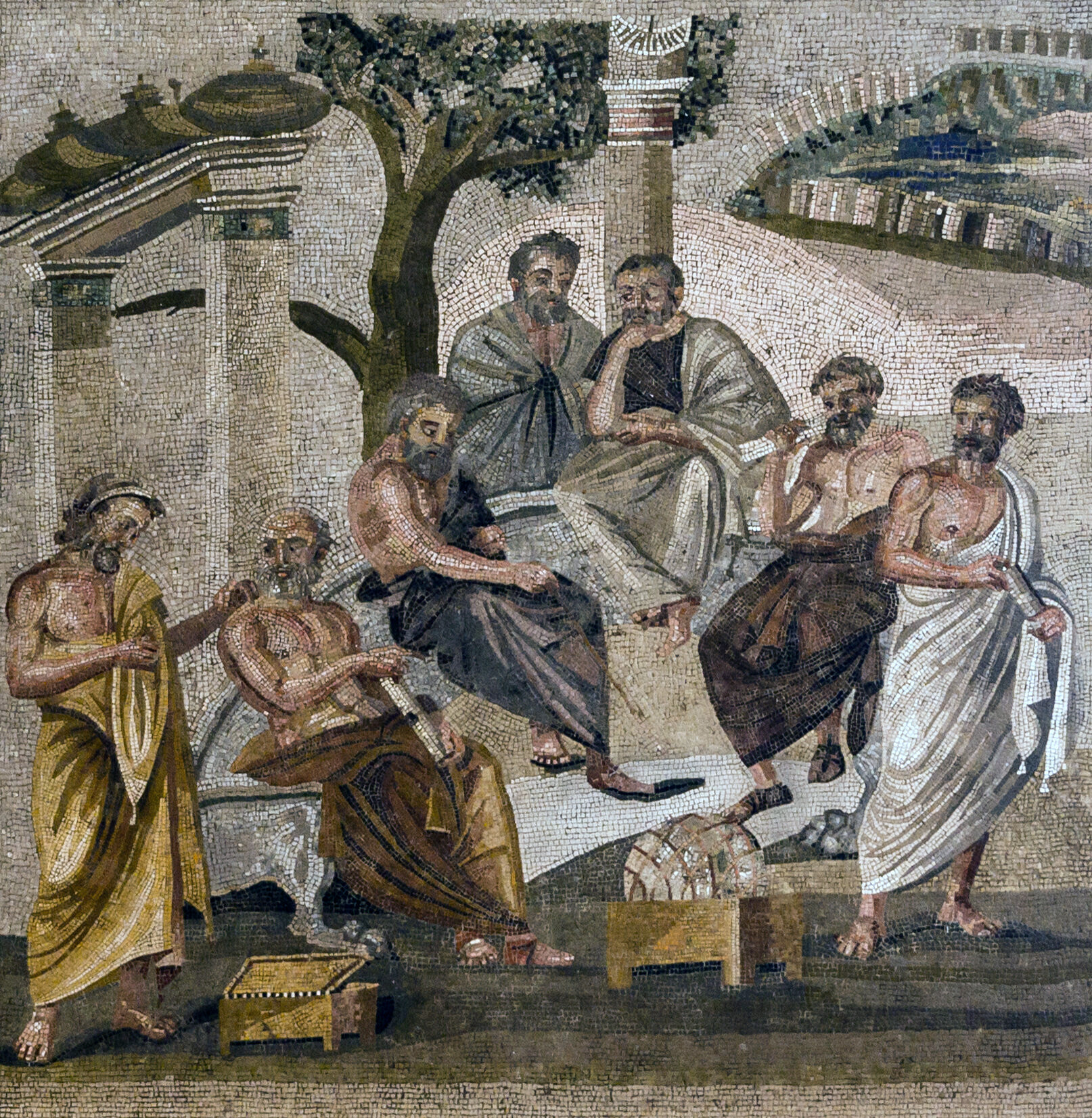
Academia lui Platon, mozaic din Pompeii

Educația diferă de la o etapă istorică la alta în funcție de condițiile materiale și spirituale ale societății. Educația este un fenomen social, specific uman, care apare odată cu societatea, dintr-o anumită necesitate proprie acesteia – aceea a dezvoltării omului ca om, ca forță de muncă și ființă socială.
În succesiunea epocilor istorice idealul, conținuturile, modalitățile, finalitățile educației s-au schimbat, au evoluat și s-au perfecționat. Educația este deci influențată de schimbărilor istorice, ea apărând odată cu societatea din comuna primitivă.
Omul, spre deosebire de animale, a adoptat față de mediu o atitudine activă, transformându-l cu ajutorul uneltelor pe care le confecționează. Prin atitudinea activă a omului față de propria sa dezvoltare apare simțul de răspundere pentru generația viitoare, exprimat prin grija adulților de a transmite celor tineri experiența de confecționare și utilizare a uneltelor în vederea formării lor ca forță de muncă. Între muncă și educație s-a stabilit astfel un raport de intercondiționare, raport care se află la baza perfecționării uneltelor de muncă.
Dezvoltarea vieții sociale, îmbogățirea experienței umane fac să se deosebească însuși procesul de transmitere a experienței acumulate, de procesul de educare. Generațiile adulte transmit tinerelor generații nu numai experiența de muncă, ci și limba și regulile de comportare. Acest proces intenționat de formare a tinerelor generații este tocmai ceea se înțelege prin educația în comuna primitivă.
Apariția proprietății private și a claselor sociale fac ca educația antichității să se deosebească de cea specifică comunei primitive. Educația are acum un caracter de clasă. Acest caracter este evident atât în statele din orientul antic – Egipt, China, India – cât și în Grecia și Roma antică.
În școlile egiptene se urmărea, pe de o parte, pregătirea conducătorilor statului – a preoților – iar pe de altă parte, pregătirea acelora care, îndeplinind diverse funcții administrative mai mărunte, aveau obligația de a ști să scrie.
Din documentele ce au ajuns până în vremea noastră se poate deduce existența la chinezi a școlilor cu mult înainte ca societatea lor să se împartă pe clase. Cu toate acestea școlile din China antică devin treptat un monopol al aristocrației. Spre deosebire de alte școli din orientul antic, în China se acordă mare atenție formării deprinderilor de comportare, urmărindu-se mai ales cultivarea supunerii atât față de cei mai în vârstă, cât și față de cei superiori ca situație socială. Educația morală din școala chineză era puternic influențată de religie.
Ca și la egipteni, pentru indieni nu exista o demarcație precisă între cunoștințele religioase și cele profane. Ele se împleteau. În India se studia astronomia, medicina (cu ajutorul magiei), matematica și limba sanscrită.
În Grecia antică putem evidenția două tipuri de sisteme educaționale. Acestea privesc cele două mari puteri: Sparta și Atena. Sistemul educațional spartan era cu precădere unul militar, pe când în Atena predomina un sistem democratic.
Sistemul educațional al romanilor a cunoscut o organizare diferită, corespunzătoare principalelor etape ale dezvoltării statului. Astfel în perioada regalității educația se făcea în familie; în timpul republicii începe să se manifeste tot mai mult preocuparea pentru organizarea învățământului; pe când în timpul imperiului sistemul de instrucție și educație capătă un caracter de stat.
Trecerea de la societatea sclavagistă la cea feudală a însemnat, totodată, și trecerea de la sistemul de educație sclavagist la altul care corespundea cerințelor vieții economice și sociale specifice orânduirii, a cărei durată se întinde din secolul al V-lea până în secolul al XVIII-lea.
Ideologia dominantă a orânduirii feudale a fost cea religioasă – creștinismul pentru Europa, islamismul pentru Orientul apropiat și nordul Africii, budhismul pentru Orientul îndepărtat. Biserica – îndeosebi cea creștină – acaparase pământ, putere politică și întreaga viață culturală. Dogmele religioase serveau integral intereselor claselor dominante, de aceea ele constituiau elementul primordial și baza oricărei gândiri teoretice a reprezentanților acestor clase. Este cunoscut faptul că în această perioadă filosofia era o “slujnică” a teologiei. Arta era și ea subordonată spiritului teologiei, devenind o expresie a disprețului religios pentru natură, pentru om. Prin conținutul său, arta exprima aspirația către viața viitoare. În pictura și sculptura feudală era redat extazul mistic al unor ființe dematerializate, disproporționate anatomic.
În ceea ce privește învățământul feudal, acesta a fost un monopol al clerului – atât în Europa, cât și în Orientul apropiat și depărtat.
Se știe că orânduirea feudală cuprinde mai multe etape, fiecare dintre ele având anumite particularități care și-au exercitat influența și asupra educației și învățământului. Astfel, educația evului mediu propriu-zis (secolele V-XIV) se deosebește mult de aceea care se practica în epoca Renașterii și Reformei (secolele XV-XVI), iar aceasta avea unele trăsături care o diferențiau de sistemul educativ din perioada descompunerii feudalismului (secolele XVII-XVIII).
Către sfârșitul evului mediu ritmul de dezvoltare al societății a devenit mai alert. Cruciadele au înlesnit schimbul de mărfuri, au contribuit la dezvoltarea puternică a meseriilor, a atelierelor meșteșugărești. În industrie s-au introdus motoarele hidraulice, a început să se folosească roata de tors și s-a trecut la organizarea unui nou tip de producție industrială, producția manufacturieră. Secolele XIV și XV constituie – pentru o parte din țările Europei de apus – perioada de trecere de la feudalism la capitalism. Criza economică și socială din aceste secole este însăși criza regimului feudal, care a permis trecerea de la supremația nobilimii feudale la dobândirea puterii de către burghezie. Populația orașelor a crescut continuu. Treptat, apar, mai ales în Italia, o mulțime de “republici”. Aproape fiecare oraș mai dezvoltat a devenit o republică – Veneția, Florența, Genova, Milano etc. Schimbări majore s-au petrecut și în educație. Conceptele umanismului au influențat puternic ideile pedagogice. Se dă o mare importanță respectului față de om, încrederea în posibilitățile sale fizice și intelectuale.
Sfârșitul secolului al XVIII-lea și începutul secolului al XIX-lea se caracterizează pe plan socio-politic printr-o succesiune de victorii ale burgheziei din țările Europei occidentale. Întrucât înseși interesele sale economice și politice îi impuneau asigurarea unei instrucții elementare pentru categorii largi ale populației. Această perioadă constituie un mare pas înainte în direcția generalizării învățământului primar și a dezvoltării teoriei pedagogice corespunzătoare. Amploarea pe care a luat-o acum învățământul, mai ales școala elementară, a atras după sine și dezvoltarea instituțiilor de pregătire a corpului didactic. Aceste împrejurări au stimulat procesul de constituire a pedagogiei ca disciplină științifică.
Interesul manifestat pentru problemele dezvoltării tinerei generații au favorizat crearea unei instituții speciale de educare, precum și elaborarea unei teorii pedagogice privind copii de vârstă preșcolară.
Dar anul 1900 nu este o piatră de hotar în dezvoltarea teoriei și practicii pedagogice. Către sfârșitul secolului al XIX-lea și începutul secolului următor au apărut o serie de elemente noi care anunță importante mutații în gândirea pedagogică și practica școlară. Aproape tot ceea ce creaseră secolele anterioare în domeniul practicii instructiv-educative era cuprins acum în termenul de școală tradițională și începuse să fie repudiat. Apare, mai întâi, o reacție față de școala herbartiană, întemeiată exclusiv pe receptivitate, pe orientare exclusiv teoretică a conținutului activității didactice. Se creează, astfel, așa-numitele școli noi din Marea Britanie, Franța, Germania, SUA.
Tot acum, ca urmare a inițierii cercetărilor experimentale în psihologie, începe să se manifeste o puternică reacție față de pedagogia filosofică – constituită deductiv, pornindu-se de la anumite principii sau concepte filosofice. Se conturează astfel ideea unei pedagogii experimentale și, concomitent, ideea unei științe a copilului – pedagogia.
Tot în această perioadă se constată o altă tendință: depășirea limitelor pedagogiei întemeiată pe psihologie – care conducea spre cultivarea individualismului – prin elaborarea unei teorii pedagogice bazate pe sociologie, adică pedagogia socială.
Pe plan pedagogic, secolul XX s-a anunțat, încă de la început – prin teoria educației noi – ca un secol al copilului.
De-a lungul istoriei, educația și-a demonstrat rolul vital pentru dezvoltarea civilizației, culturii umanității, pentru creșterea gradului de ordine și raționalitate în viața socială, pentru cultivarea valorilor spirituale și conferirea în acest fel a unui statut elevat condiției umane.